# والتر اسمیت
والتر اسمیت (انگلیسی: Walter Smith؛ زادهٔ ۲۴ فوریهٔ ۱۹۴۸ – ۲۶ اکتبر ۲۰۲۱) بازیکن فوتبال و مربی فوتبال اهل بریتانیا بود.
از باشگاه‌هایی که در آن بازی کرده‌است می‌توان به باشگاه فوتبال داندی یونایتد و باشگاه فوتبال دومبارتون اشاره کرد.